# Епархия Финикса
Епархия Финикса (лат. Dioecesis Phoenicensis) — епархия Римско-Католической церкви в городе Финикс, штат Аризона, США. Епархия Финикса входит в митрополию Санта-Фе. Кафедральным собором епархии Финикса является Собор святых Симона и Фаддея. В Финиксе также находится Базилика Пресвятой Девы Марии. Известным объектом паломничества является Часовня Святого Креста в городе Седона.

## История
28 июня 1969 года Римский папа Павел VI издал буллу Pro Christo, которой учредил епархию Финикса, выделив её из епархий Галлапа и Тусона.

## Ординарии епархии
- епископ Эдвард Энтони Маккарти[англ.] (25.08.1969 — 17.09.1976) — назначен архиепископом-коадъютором, позднее архиепископом Майями
- епископ Джеймс Стивен Рауш[англ.] (17.01.1977 — 18.05.1981)
- епископ Томас Джозеф О’Брайен[англ.] (09.11.1981 — 18.06.2003)
- епископ Томас Джеймс Олмстед[англ.]  (25.11.2003 — 10.06.2022)
- епископ Джон Патрик Долан[англ.] (с 10.06.2022)

## Источник
- Annuario Pontificio, Libreria Editrice Vaticana, Città del Vaticano, 2003, ISBN 88-209-7422-3
- Булла Pro Christo  (лат.)